# لاورا تونکه
لاورا تونکه (آلمانی: Laura Tonke؛ زادهٔ ۱۴ آوریل ۱۹۷۴) هنرپیشه اهل آلمان است.
وی همچنین برندهٔ جوایزی همچون جایزه فیلم آلمان شده‌است.